# Villa medicea di Buti
La Villa Medicea di Buti ha l'ingresso principale in via Marianini ed è raggiungibile anche da altre due vie: una che passa da Castel Tonini e una che da piazza Garibaldi costeggia il Rio dei Ceci.

## Storia

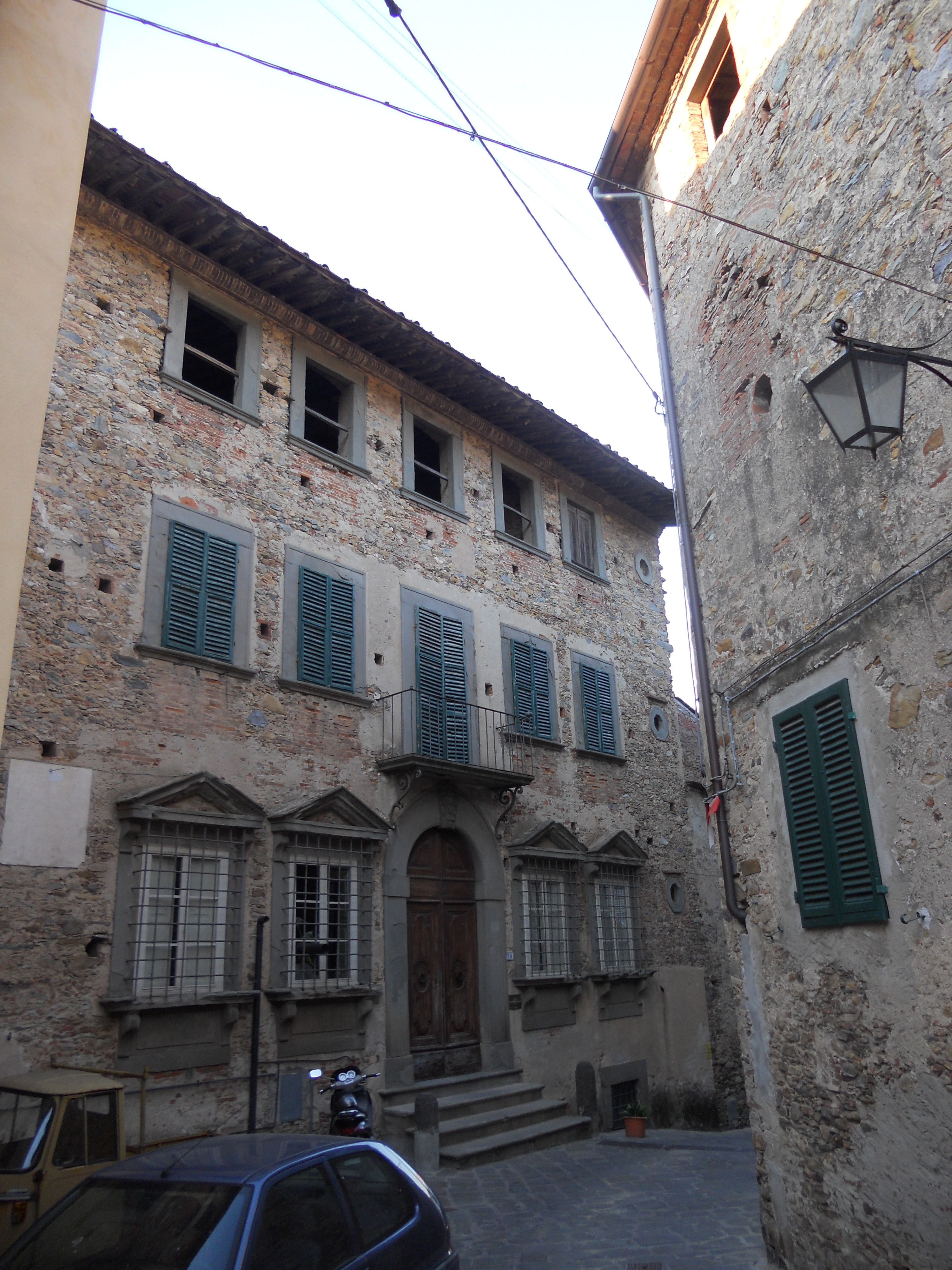
Facciata anteriore

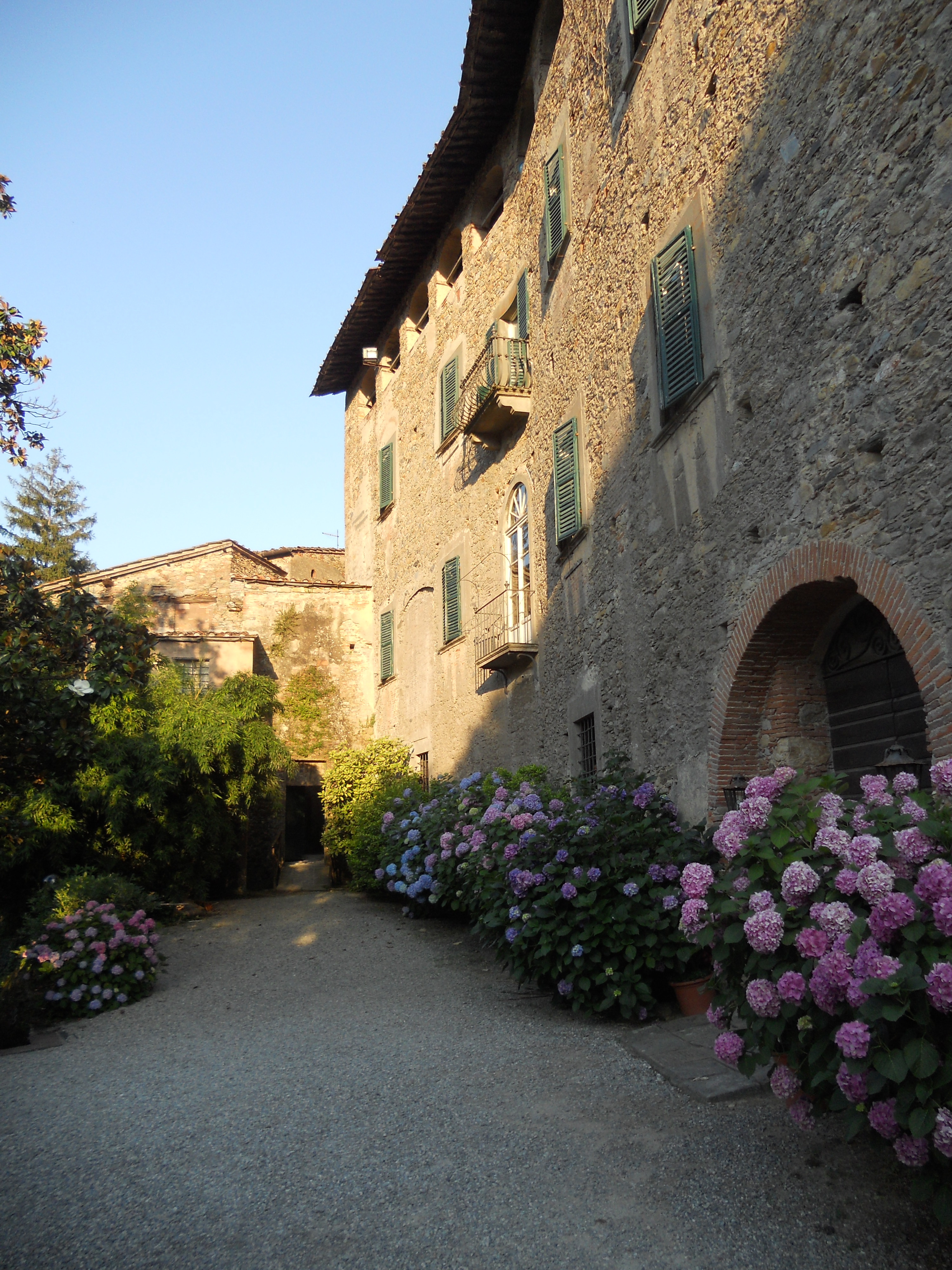
Facciata posteriore

Si trova nel nucleo più antico del paese e venne edificata intorno al XVI secolo sulle rovine di un'antica fortezza del IX secolo.
La fattoria delle Cascine di Buti, di pertinenza della casa Medicea, aveva nel 1556, nella parte più alta del castello di Buti (oggi chiamato Castel Tonini) una torre e una casa data in gestione agli amministratori granducali. Al posto della torre nel 1637 venne eretta la chiesa di San Rocco e nel 1676 Pier Maria di Domenico Petracchi (amministratore della fattoria delle Cascine di Buti), che abitava già in castello, comprò una casa contigua alla sua da Bastiano di Lattanzio di Bastiano del Rosso. Il Petracchi doveva avere una grande disponibilità economica visto i numerosi possedimenti terrieri di cui divenne proprietario. La dimora prese il nome di “Palazzo Petracchi” (anche lo stemma  che sovrasta il portone d'ingresso, rimanda a questa casata fiorentina). Purtroppo a causa di una disgrazia che colpì questa famiglia, la villa venne abbandonata e dopo poco data in affitto dalla fattoria, a Giovanni Mattia Berti.
Solamente nel 1706 il Berti riuscì ad acquistarla e da questo momento divenne il ”Palazzo dei Berti”. Infine nel 1767 un figlio della famiglia Berti vendette questo palazzo a Santi Banti; a lui va il merito di aver fatto affrescare l'intero palazzo al pittore fiorentino Pietro Giarrè. In quel momento alla villa venne affidato il compito di rappresentare il prestigio economico e sociale del nuovo proprietario, divenendo così “Villa Delizia”.
Dopo Santi Banti seguiranno nell'acquisto della villa la famiglia Danielli e la famiglia Spigai (attuali proprietari). Oggi la villa viene affittata per cerimonie, convegni ed eventi vari. È tutelata dalle "Belle Arti", fa parte dell'Associazione Dimore Storiche Italiane, ed è visitabile su appuntamento.

## Descrizione
Come tipico della villa settecentesca, anche quella di Buti era al centro di un borgo, che comprendeva la villa, la chiesa, le scuderie, il giardino e un orto con frutti, sommando la duplice funzione di residenza e controllo della produzione agricola.
Con una ristrutturazione nel XVIII secolo venne rinnovato l'intero complesso architettonico, facendole assumere la tipologia del palazzo cittadino inserito urbanisticamente a morfologicamente nel contesto urbano. L'intero complesso elevato al ruolo di “Villa Delizia” non doveva più rispondere soltanto a funzioni utilitaristiche ma anche ad una positiva e produttiva fruizione dell'otium.
La villa è articolata su quattro piani: 
- cantine,
- piano terra,
- primo piano,
- soffitte.

Il prospetto della facciata esterna ha un impianto asimmetrico sviluppato sull'asse del portone ad arco a tutto tondo con stemma al centro, introdotto da una scalinata e sormontato da un piccolo terrazzo, con un gusto tipicamente fiorentino; è divisa con una sequenza verticale di tre ordini di finestre inginocchiate in pietra serena, sormontate da un timpano al piano terra, semplicemente definite da una cornice al primo piano e da aperture delle soffitte alla sommità.
La struttura posteriore dell'edificio, in posizione dominante del borgo, si sviluppa su un terreno terrazzato che va verso il Rio dei Ceci. Domina la valle il fronte nord, leggermente concavo, connotato da una ricerca di simmetria nella disposizione verticale delle aperture ad arco ribassato delle soffitte, delle finestre e dei terrazzini dei piani sottostanti. Questa parte della villa poggia sulla superficie del secondo ripiano terrazzato del giardino; un passaggio voltato conicamente permette l'accesso ad un piccolo e grazioso cortile sul quale si affaccia il prospetto est. Nel prospetto ovest si apre un ampio giardino.

### Interni
Il disegno degli interni è ancora legato a un disegno unitario, cinque-seicentesco, caratterizzato dalla semplicità della struttura e dalla assenza di connotazioni sofisticate. Nel piano terra e nel piano nobile si trova un ciclo di raffinati affreschi settecenteschi di Pietro Giarrè, artista fiorentino attivo anche alla Certosa di Calci,  che tra l'agosto del 1774 e settembre dell'anno successivo si trasferì a Buti con la moglie Caterina per decorare la dimora di Santi Banti.
Il pittore creò una decorazione che si integrava con gli arredi e l'architettura, secondo i canoni stilistici della moda in voga all'epoca. Tutto viene svolto al fine di un gioco di rimandi basato sul tema dell'illusione, con sottili effetti scenografici, come l'uso della prospettiva ad angolo oppure i trompe l'œil.
Altro elemento decorativo frequente sono le vistose nature morte di fiori ed elementi naturalistici che spuntano da dietro le architetture e sulle sovrapporte. Proprio nella Villa Medicea Giarrè operò un forte e deciso rinnovamento della sua pittura in senso classicista, un processo che lui attua tramite uno spiccato interesse per la poetica araldica, concepita come recupero archeologico e naturalistico di un mondo ideale. Lo spazio ideale verso cui tende la sua pittura include non solo gli interni, ma anche gli spazi esterni come il giardino, da sempre per la poetica arcadica, luogo di evasione per eccellenza. 
Al giardino infatti si collega con decorazioni illusive dipinte nei corridoi che affacciano sul retro della villa.

#### Cantine

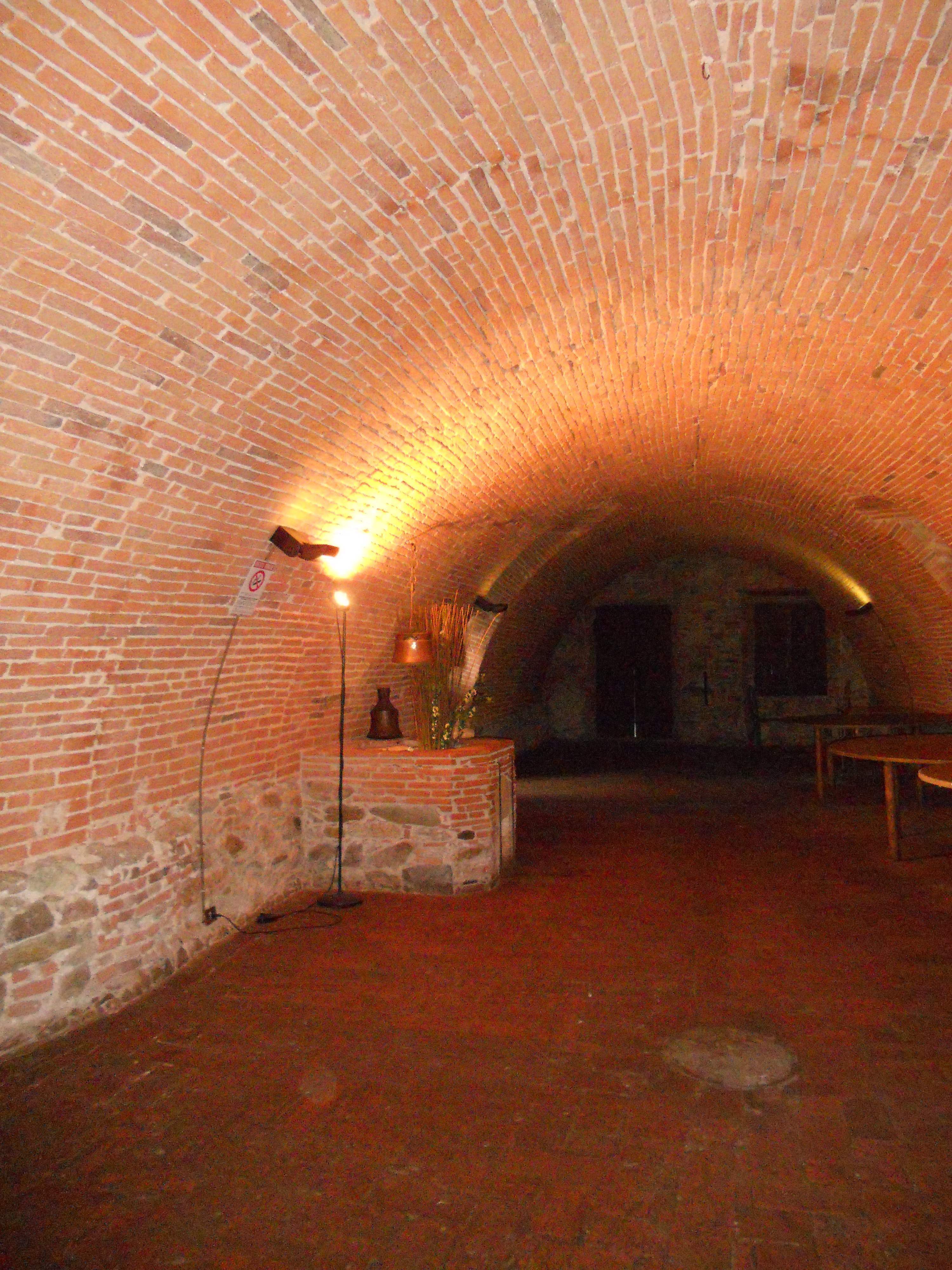
Stanza di una cantina a volta a botte

Le cantine si sviluppano in tre ambienti:
- uno trapezoidale a volta a crociera,
- due rettangolari con volta a botte.

Sono dislocate su più livelli e con pareti in pietre e mattoni a vista. Nella prima cantina con volta a botte esiste una grotta naturale (oggi non più accessibile), ma documentata già nel 1619. Essa costituiva un passaggio segreto legato alla scomparsa di importanti cittadini verso la città di Pisa. Qui è tuttora visibile la preesistente armatura fortificata medioevale sulla quale poggia la struttura muraria cinquecentesca.
Su una delle pareti dell'ultima cantina si vede un affresco di una Madonna con Bambino.
Alle cantine si accede da tre entrate: una interna che si collega tramite delle scale al primo piano, e due che danno direttamente sul giardino.

#### Piano terra

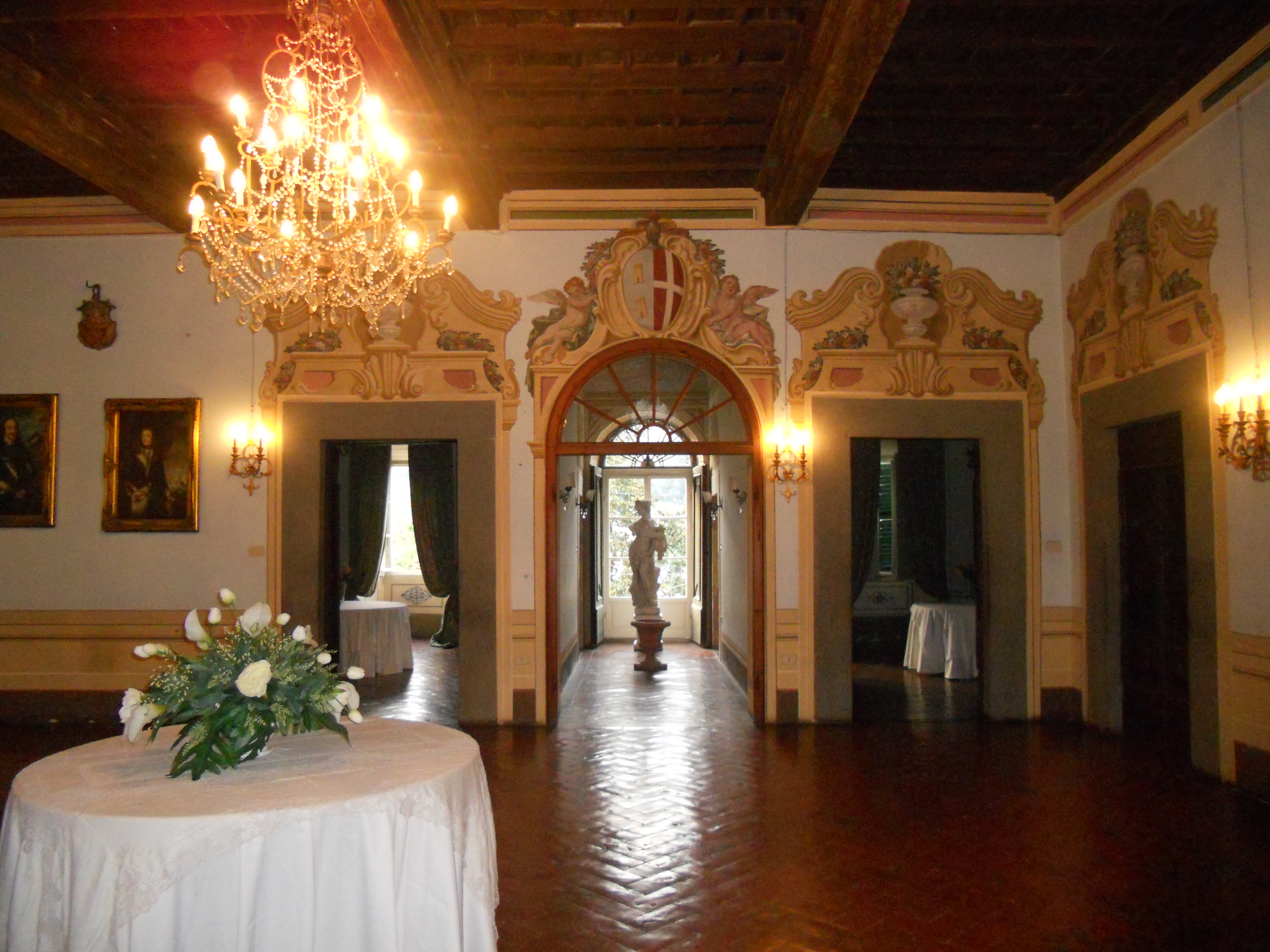
Salone del piano terra

Al piano terra si accede attraverso il grande portone della facciata principale. È formato da un salone centrale dal quale si diramano altre stanze.
In questo piano Giarrè incorniciò porte e finestre dei vari ambienti con putti e fiori (elementi arcadici, simboli dell'infanzia). Questi soggetti si incontrano subito nel grande salone centrale che funge da ingresso principale per la villa. Osservando questi dipinti si capisce il forte riferimento ai modi di pittura di Vincenzo Meucci (celebre pittore fiorentino di affreschi), che fu molto probabilmente suo maestro. Punti di contatto tra i due si leggono nelle figure riccamente panneggiate, nella tipologia dei volti e nel colore denso e brillante, ma si riscontrano anche differenze relative alle concezioni spaziali: per Giarrè le composizioni sono a spirali vaste e complesse, tipiche del tardo barocco.
Nel salone si vedono delle finte sovrapporte con ghirlande e vasi di fiori. La finta porta, con putti “reggi-stemma”, nella parete opposta al portale d'ingresso, ha la funzione di creare un gioco di dilatazione spaziale (artificio ripreso al piano superiore). Si tratta di uno stratagemma per realizzare un percorso unitario tra ambienti interni ed esterni generando una sensazione illusoria di moltiplicazione degli spazi. L'asse ideale che dal portone di ingresso varca la “finta porta” e passa per un corridoio voltato fino ad arrivare a un balcone che si affaccia sul giardino interno, ha il compito di collegare lo spazio pubblico (della facciata esterna collegato alla piazzetta antistante) a quello privato (salone interno-giardino).
Sulla volta del corridoio si trova un cielo azzurro con tre putti (liberi da ogni vincolo architettonico).
Il ciclo decorativo di questo piano è completato da un affresco realizzato in una stanza attigua al salone centrale d'ingresso, dove è presente l'allegoria del Tempo che scopre la verità. Al centro della volta il Tempo, raffigurato come un anziano alato, solleva la Verità denudandola dalla sua veste bianca e gialla; sotto un putto tiene in mano una clessidra, simbolo della vanitas rispetto al rapido trascorrere del tempo. La scena centrale è circondata da una balaustra che delimita un ballatoio da cui si affaccia un secondo putto che guarda verso il basso per enfatizzare lo spazio allusivo in altezza. Il ballatoio è l'unica architettura allusiva impiegata da Giarrè nelle quadrature della villa; è infatti un elemento che rimanda alle sue prime opere.

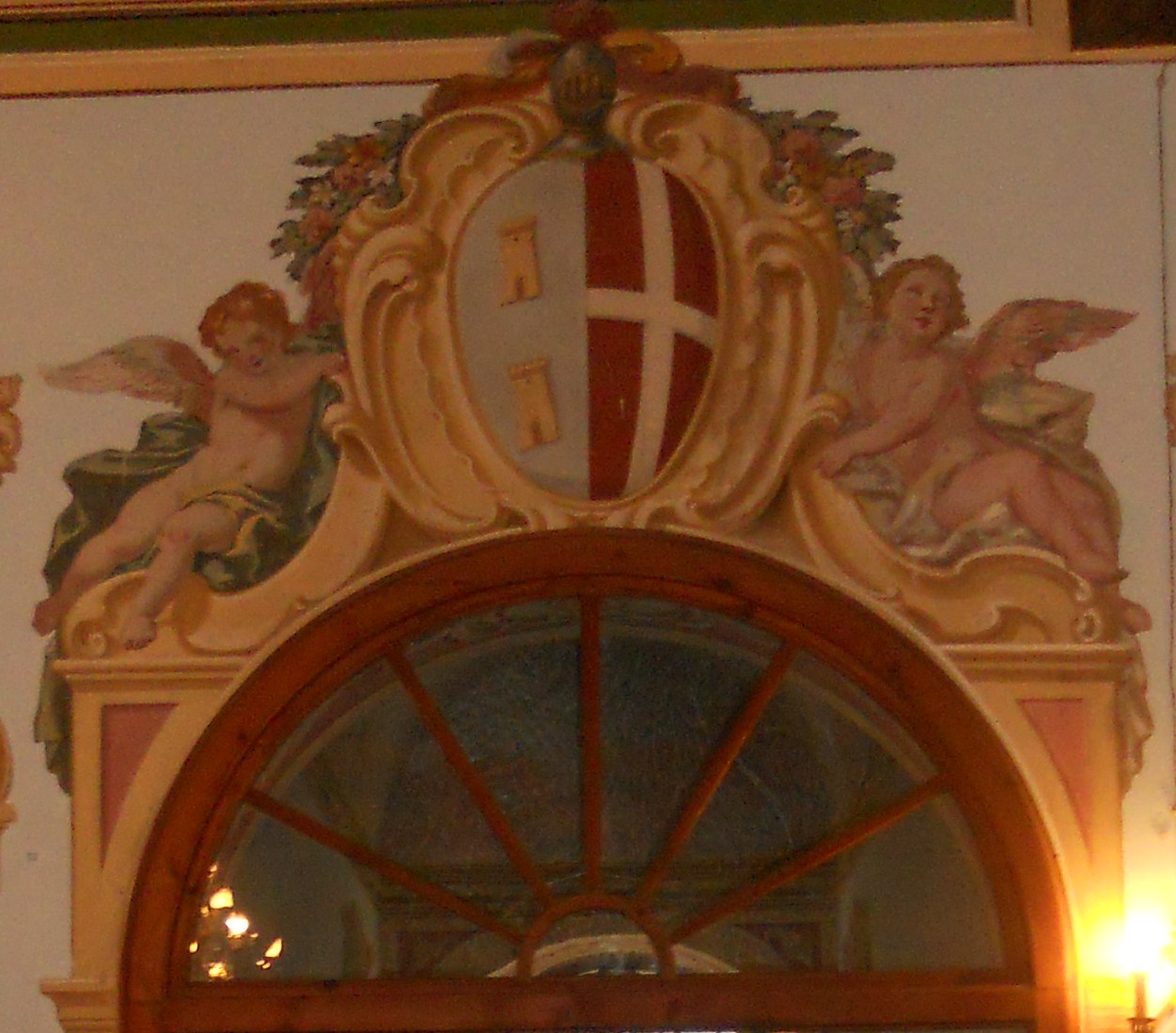
Particolare con putti reggi-stemma nel salone centrale
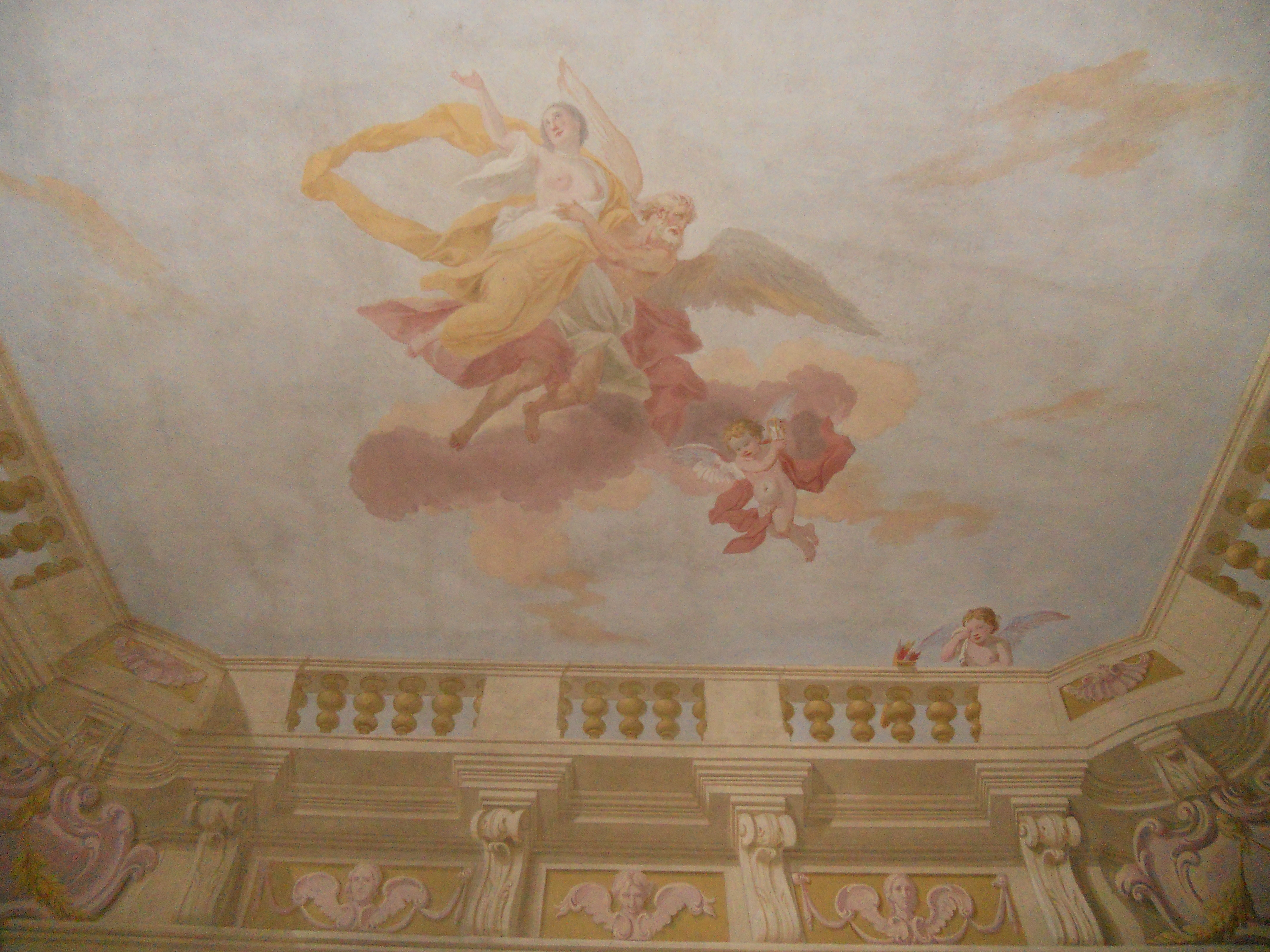
Il Tempo, primo piano
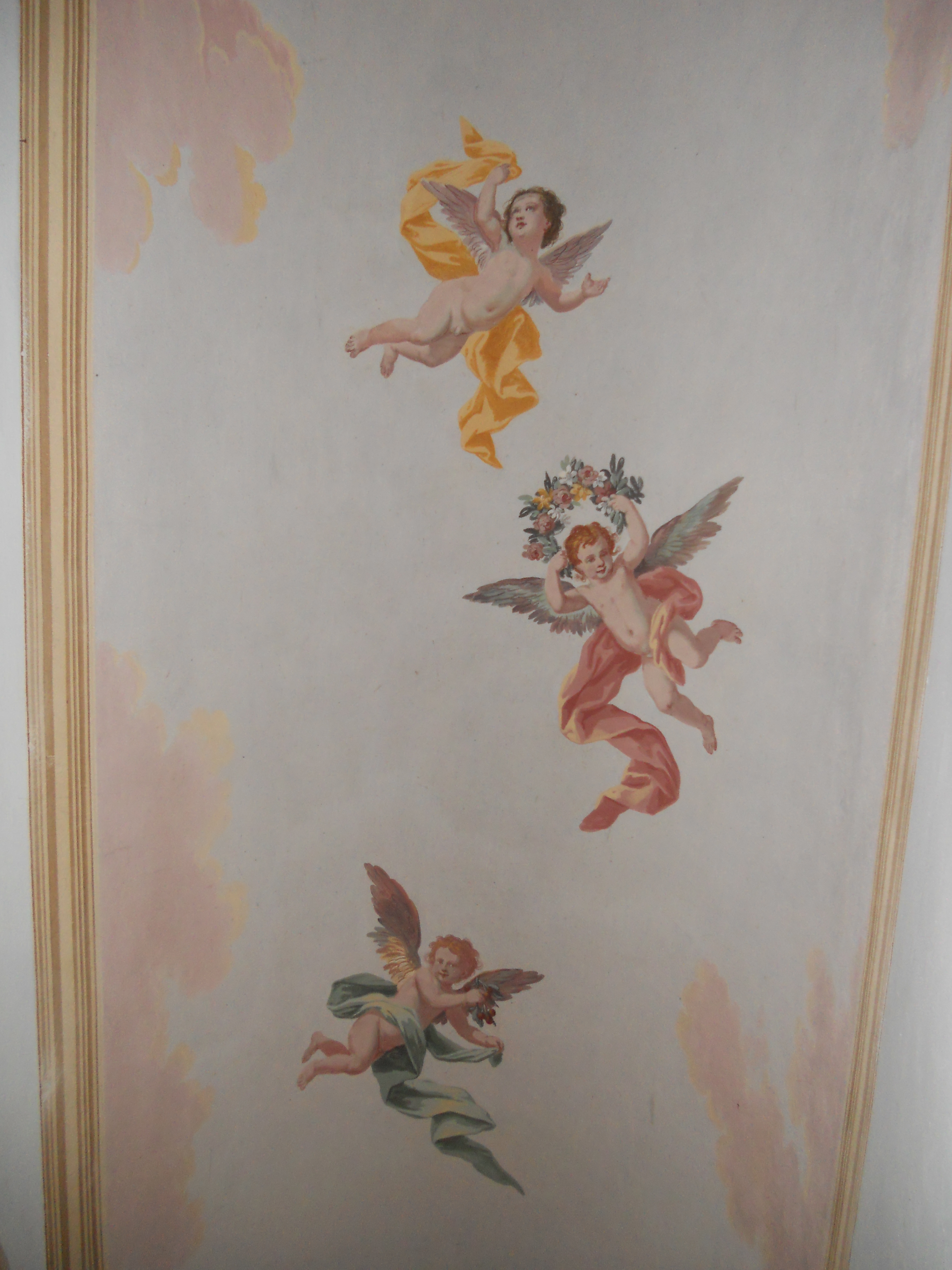
Il corridoio del piano terra

#### Primo piano

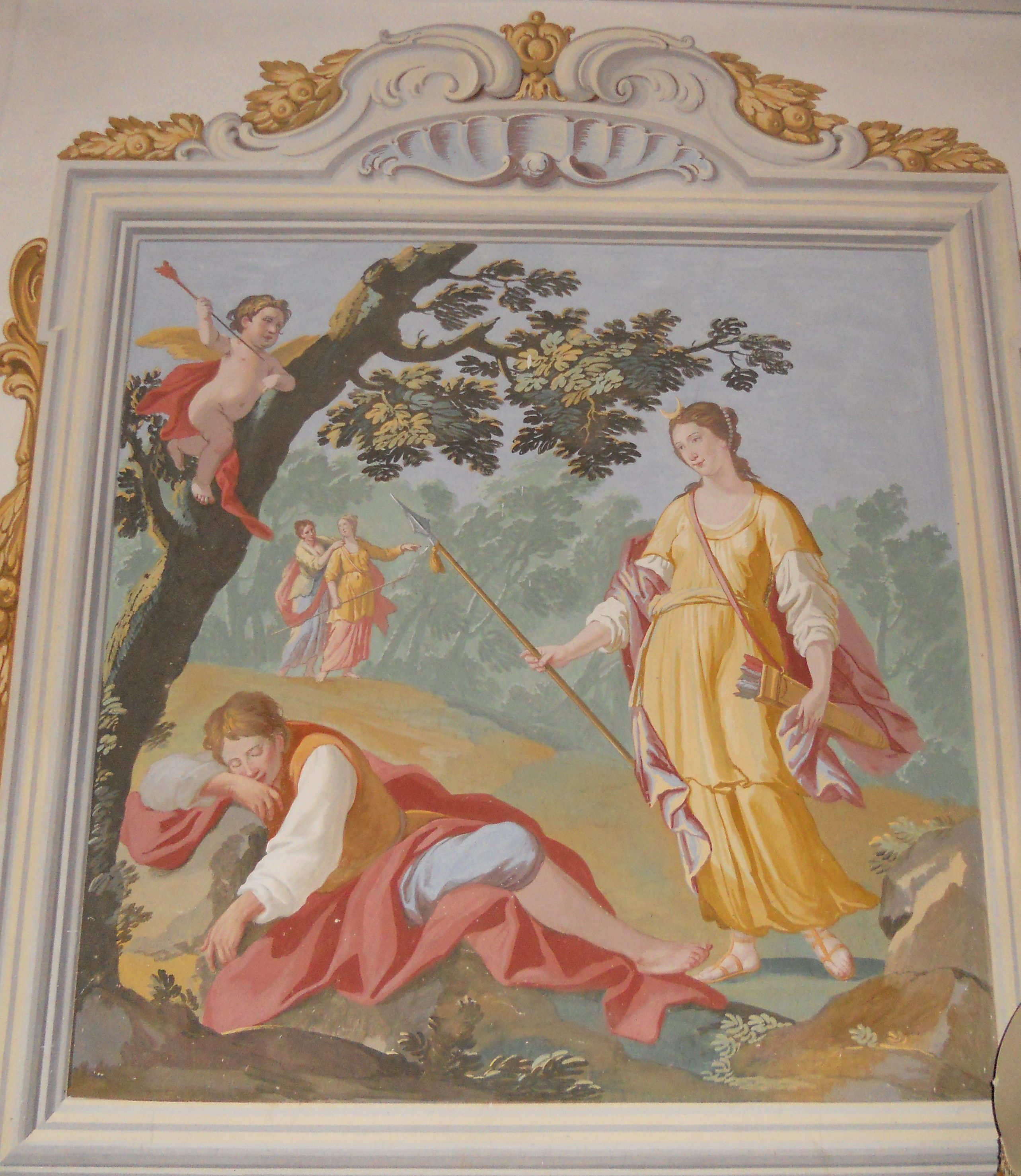
Diana e Endimione, nel salone

Salendo da una imponente scalinata in pietra serena si arriva al primo piano, il piano nobile che mantiene lo stesso schema del piano terra, con salone centrale e ambienti correlati attorno. Qui era la residenza vera e propria della famiglia.
Tra le stanze monumentali si contano due saloni, tre camere da letto e altri vani riservati al padrone: tutta la decorazione in questo spazio è più ricca ed articolata rispetto al piano sottostante. Questo piano gode inoltre di due piccoli balconi uno che sporge sulla facciata principale e l'altro che si trova in posizione opposta, sul retro della villa.

##### Corridoio

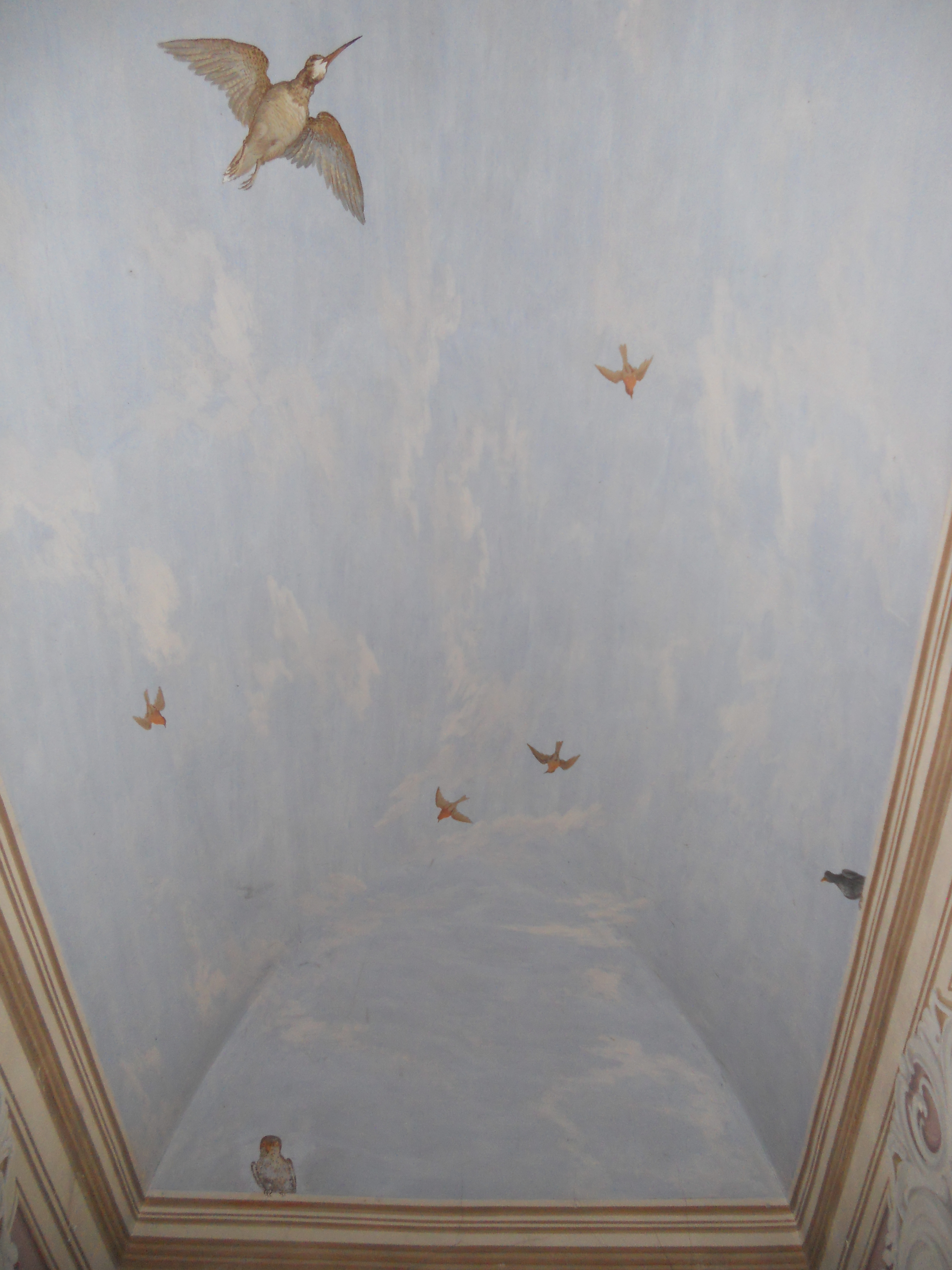
Il corridoio del primo piano.

La volta del corridoio, che rispetto al piano inferiore che gode di maggiore importanza perché collegato al salone di rappresentanza, è decorata in modo da anticipare l'ambiente esterno, aprendo la visione di un cielo limpido dove volano leggeri e liberi degli uccelli di svariate razze; questi sono disegnati con una forte esattezza naturalistica tanto da sembrare veri, con le varie specie riconoscibili (civetta, pettirosso, merlo...). Nelle pareti laterali si trovano affreschi all'interno di cornici a finto stucco. Queste scene nonostante il carattere fantastico, portano alla memoria paesaggi rinvenibili nella zona esterna limitrofa alla villa. Nella prima scena è raffigurato un rio (forse il Rio dei Ceci che attraversa Buti), con un pescatore che sta conversando con delle lavandaie. Segue sul lato opposto una scena con due contadini adagiati sul declivio di un poggio, che indicano ad una fanciulla il sentiero per una villa che si scorge in lontananza, non certo quella in cui Giarrè stava lavorando, ma un'architettura fantastica, che ricorda la parte centrale della facciata la certosa di Calci a cui lavorò poco prima di arrivare a Buti. I soggetti presenti in queste due scene sono raffigurati secondo schemi idilliaci, e il paesaggio realizzato con una sottile prospettiva diviene il vero protagonista dello spazio pittorico, luogo ideale dove sostare pacificamente, nonché luogo mentale in cui gli elementi della natura e del paesaggio indicano dei percorsi e guidano attraverso echi della memoria.

##### Salone centrale

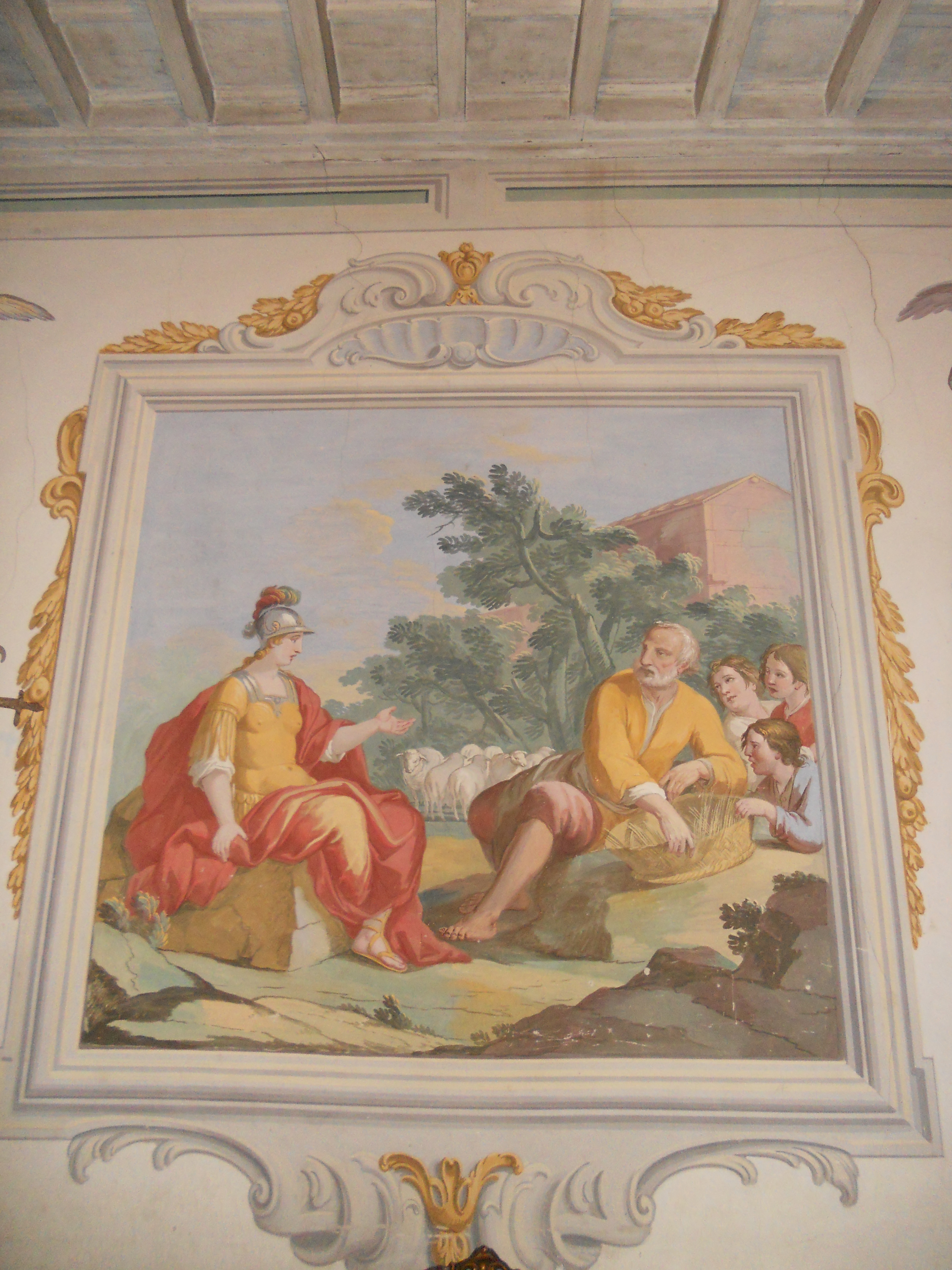
Erminia tra i pastori

Nel salone centrale si trovano ai lati due grandi affreschi secondo la tipologia del “quadro riportato” (omaggio al Cinquecento); essi sembrano vere e proprie raffigurazioni di quadri da cavalletto incorniciati, senza scorci illusionistici ma con le immagini che appaiono come se fossero viste normalmente all'altezza degli occhi dell'osservatore. I soggetti sono ritratti entro cornici dipinte a falsi stucchi che riprendono temi settecenteschi misti ad un intrattenimento arcadico.
Il primo affresco rappresenta Erminia tra i pastori, episodio tratto dalla Gerusalemme liberata del Tasso, celebre tema della pittura barocca, ma ancora prediletto nel Settecento. 
Giarrè interpretò questo episodio epico-cavalleresco con un forte accento in chiave pastorale. Erminia è vestita delle armi di Clorinda, mentre sta dialogando con un pastore impegnato ad intrecciare ceste di vimini circondato dal suo gregge e da tre fanciulli.
Il secondo affresco ritrae Diana ed Endimione, un episodio tratto dai Dialoghi degli dei di Luciano di Samosata. L'atmosfera è analoga alla scena precedentemente descritta e raffigura la visita di Diana (con le frecce e la lancia nella mano destra) all'infelice amante Endimione, il re di Elide, presentato come un bellissimo pastore con la particolare caratteristica di poter godere di un sonno eterno.
A questi due grandi dipinti, corrispondono ai lati lunghi del salone coppie di due putti, adagiate ognuna sopra il timpano spezzato e invertito di ogni sovrapporta; celebre motivo buontalentiano. Al centro di ogni sovrapporta viene inserita una conchiglia con ghirlande di fiori che fanno da ornamento, mentre i putti si rivolgono l'uno verso l'altro facendo dei gesti e alcuni di loro guardano verso lo spettatore.

##### Stanza delle Arti liberali e meccaniche

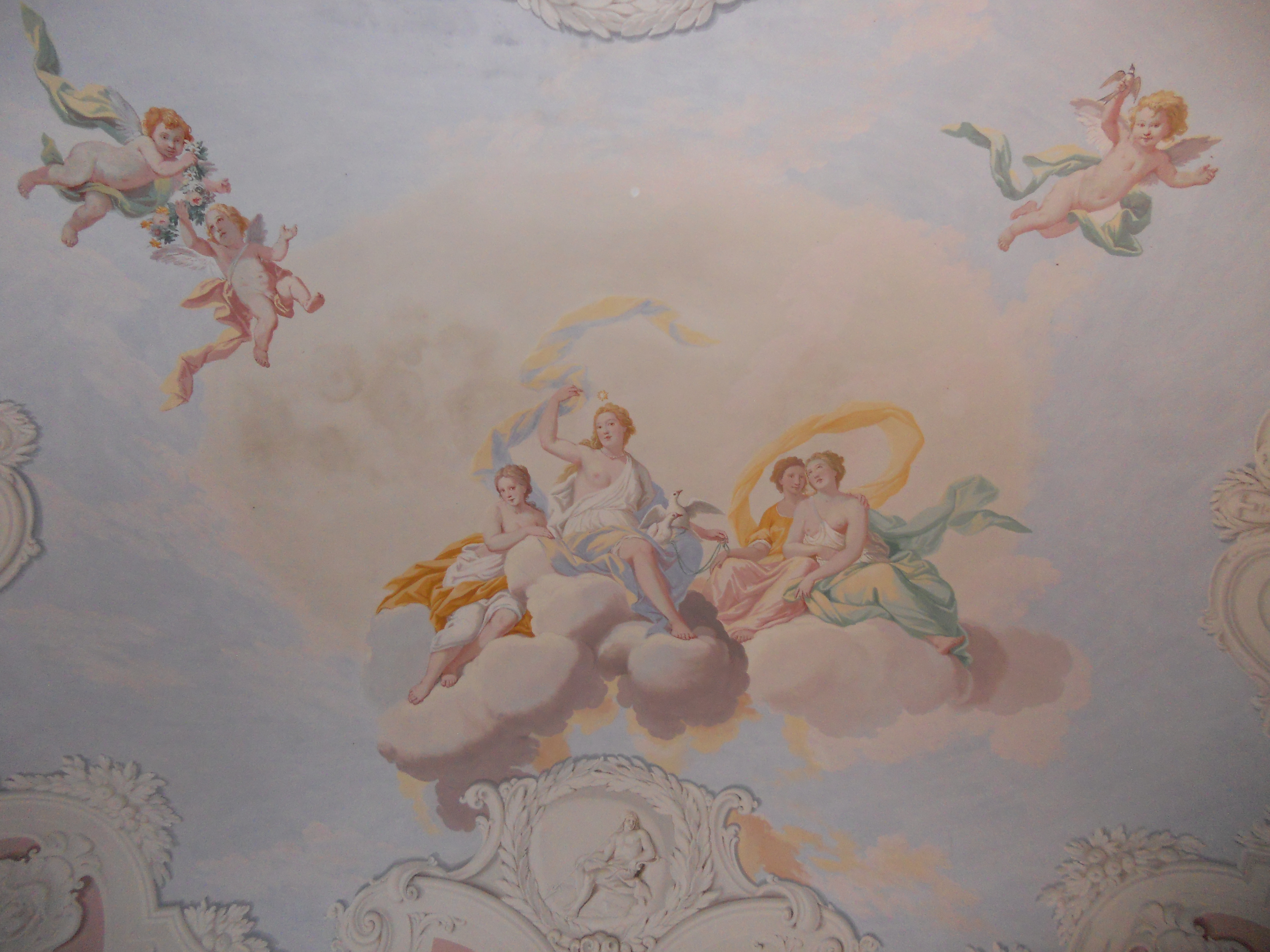
Trionfo di Venere

Nella Stanza delle Arti Meccaniche e Liberali, Giarrè esegue raffinate decorazioni con falsi stucchi e finte statue monocrome di colore bianco e grigio-perla che risaltano su un fondo uniforme color rosa. Le statue alate con in mano libri, trombe, cartigli, ecc., rappresentano le Arti liberali e meccaniche con i loro attributi iconografici: Pittura, Scultura, Musica, Grammatica e Geometria.
La loro disposizione ha il compito di incorniciare le porte, le finestre della stanza, ma anche le varie suppellettili, organizzando e scandendo nei minimi dettagli tutti gli spazi di questo ambiente, che pur essendo piccolo, acquista prestigio ed eleganza.

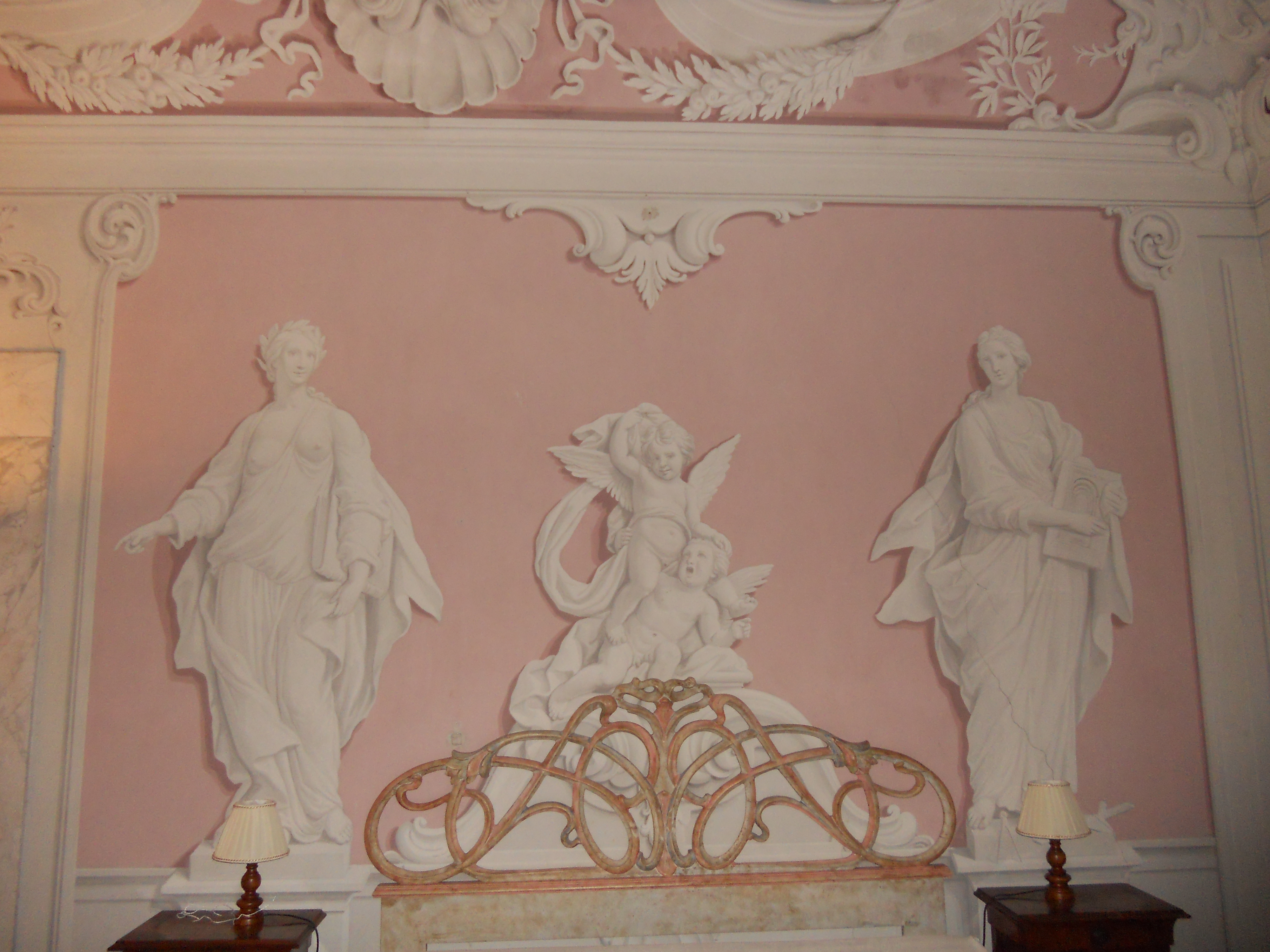
Stanza delle Arti liberali e meccaniche.

La decorazione continua nella parte alta delle pareti che sono unite alla volta da una cornice mistilinea a falsi stucchi impreziositi da elementi naturali, conchiglie, nastri, maschere, volute e ghirlande di alloro. Tutti questi elementi appena descritti sostengono sui lati lunghi della stanza due medaglioni monocromi, uno raffigurante un guerriero con spada e scudo, l'altro un giovane nudo ricoperto da un vello (Marte e Venere entrambi personificazioni della forza fisica).
Sulla volta, tra nuvole e un cielo azzurro, si trova un Trionfo di Venere con la divinità circondata da attributi, come la collana di perle, e dal seguito di ninfe, colombe e putti in volo. I dipinti in questa stanza raggiungono l'apice di bellezza classica, si pensa infatti che questa fosse stata in epoca uno studiolo.

##### Altri ambienti

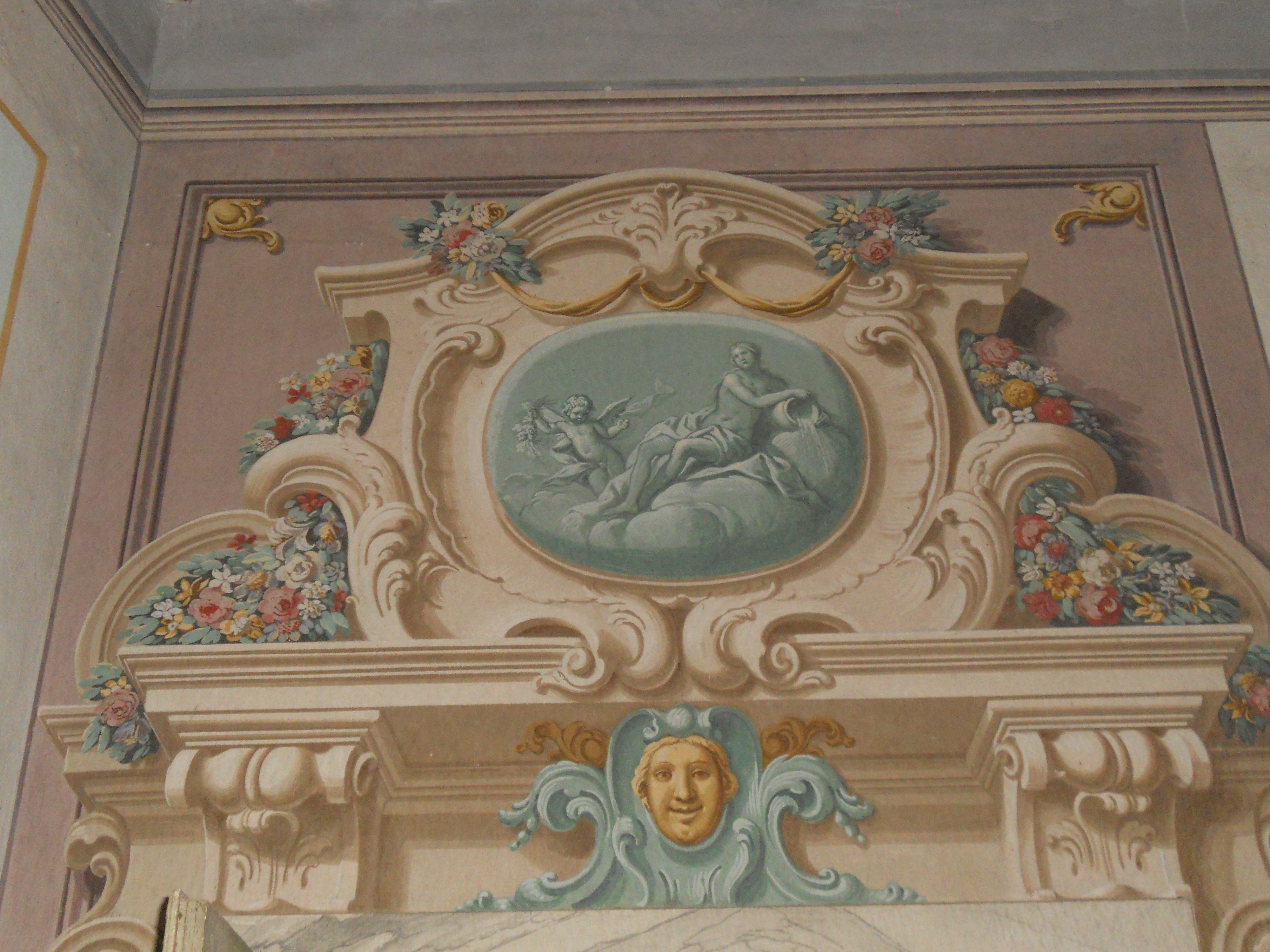
Allegoria dell'Acqua

Una vicina stanza poteva essere la camera da letto, a giudicare dai motivi iconografici in essa rappresentati. Sulla volta è dipinta l'allegoria della Vigilanza con due putti, raffigurata sopra a delle nuvole con i suoi attributi: il gallo, la verga, la lucerna.
Anche due stanze vicine erano forse usate come camera da letto, decorate da una serie di medaglioni monocromi con figure allegoriche. Nella prima stanza si riconoscono il Tempo, vecchio alato e canuto, munito di falce, l'Acqua, una giovane donna che rovescia il liquido contenuto in un'anfora, e la Terra, raffigurata come abbondanza. Nella seconda stanza compaiono i medaglioni con le Virtù: la Giustizia, la Temperanza e la Prudenza, ciascuna con un putto munito del rispettivo attributo.
Un altro ambiente vicino, a giudicare dalle decorazioni, poteva essere la sala da pranzo. Sulla volta è ritratta l'allegoria di Zefiro e Flora, con la dea sospesa al centro di un cielo azzurro intenta a cospargere fiori che prende da un cesto sorretto da un amorino e, in un angolo, Zefiro. Sulle pareti si vedono quattro scene dipinte secondo la tipologia del "quadro riportato", all'interno di finte cornici a stucco, dipinte a sua volta in una finta tappezzeria, il tutto circondato da una finta cornice in legno intagliato e dorato. Si tratta delle Quattro stagioni:
- La Primavera è raffigurata come una giovane donna al centro di una scena all'aperto, circondata da fanciulle e amorini che la incoronano e la circondano di fiori.
- L'Estate come una donna con il seno nudo e avvolta da panneggi rossi che le coprono la veste bianca, seduta con ai piedi un putto con spighe di grano appena mietute.
- L'Autunno come un giovane cinto da pampini, circondato da giovani e putti in atto di offrirgli dell'uva.
- L'Inverno impersonato da un anziano seduto davanti ad un braciere accesso, e vicino ad un putto che trasporta della legna per alimentare il fuoco.

La ricca decorazione di questa stanza è completata da una sinuosa ed elegante cornice dipinta sulla parte alta delle pareti di colore bianco/grigio, impreziosita nelle parti mediane da coppie di erme variamente atteggiate.

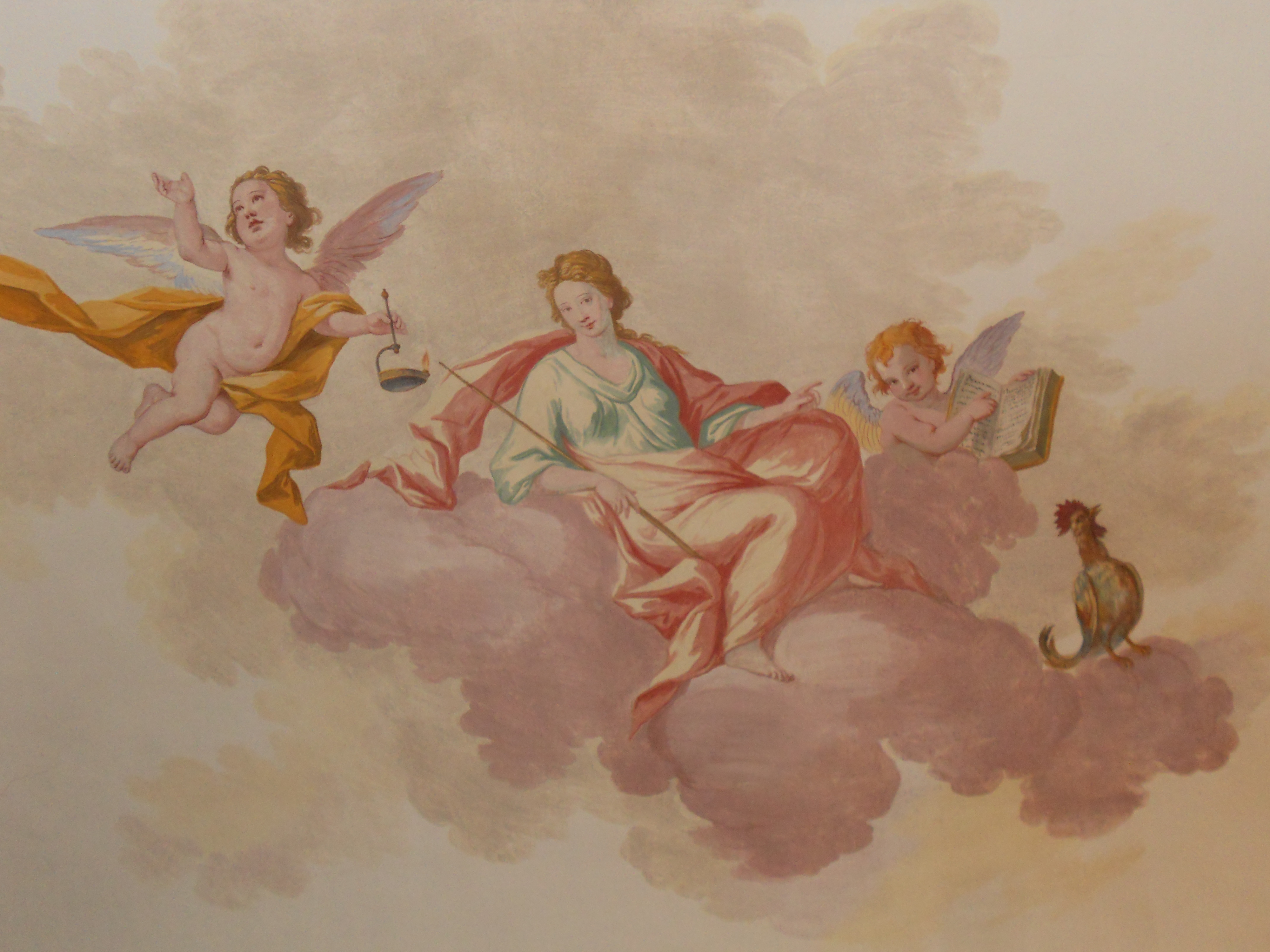
La Vigilanza
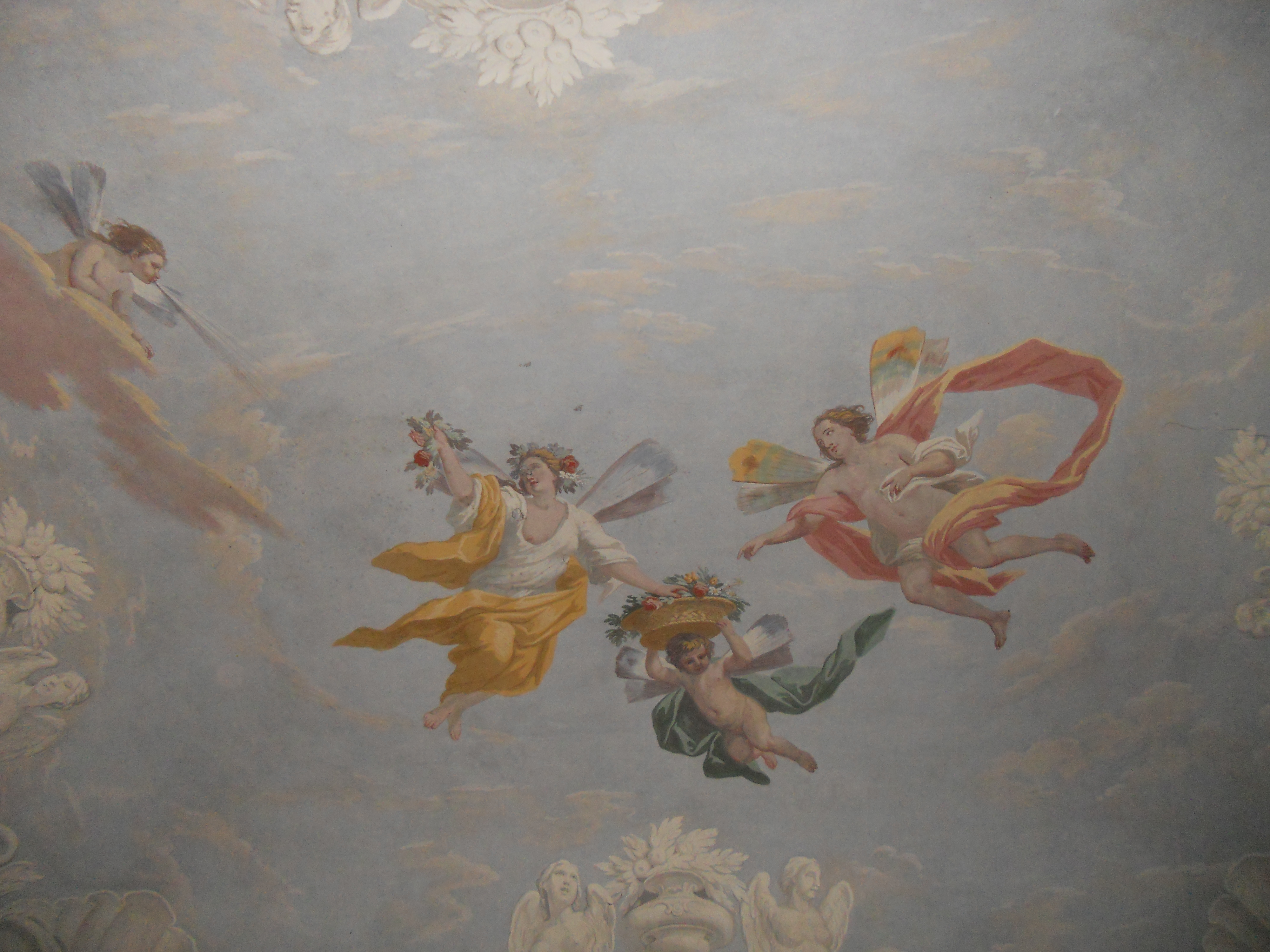
Flora e Zefiro
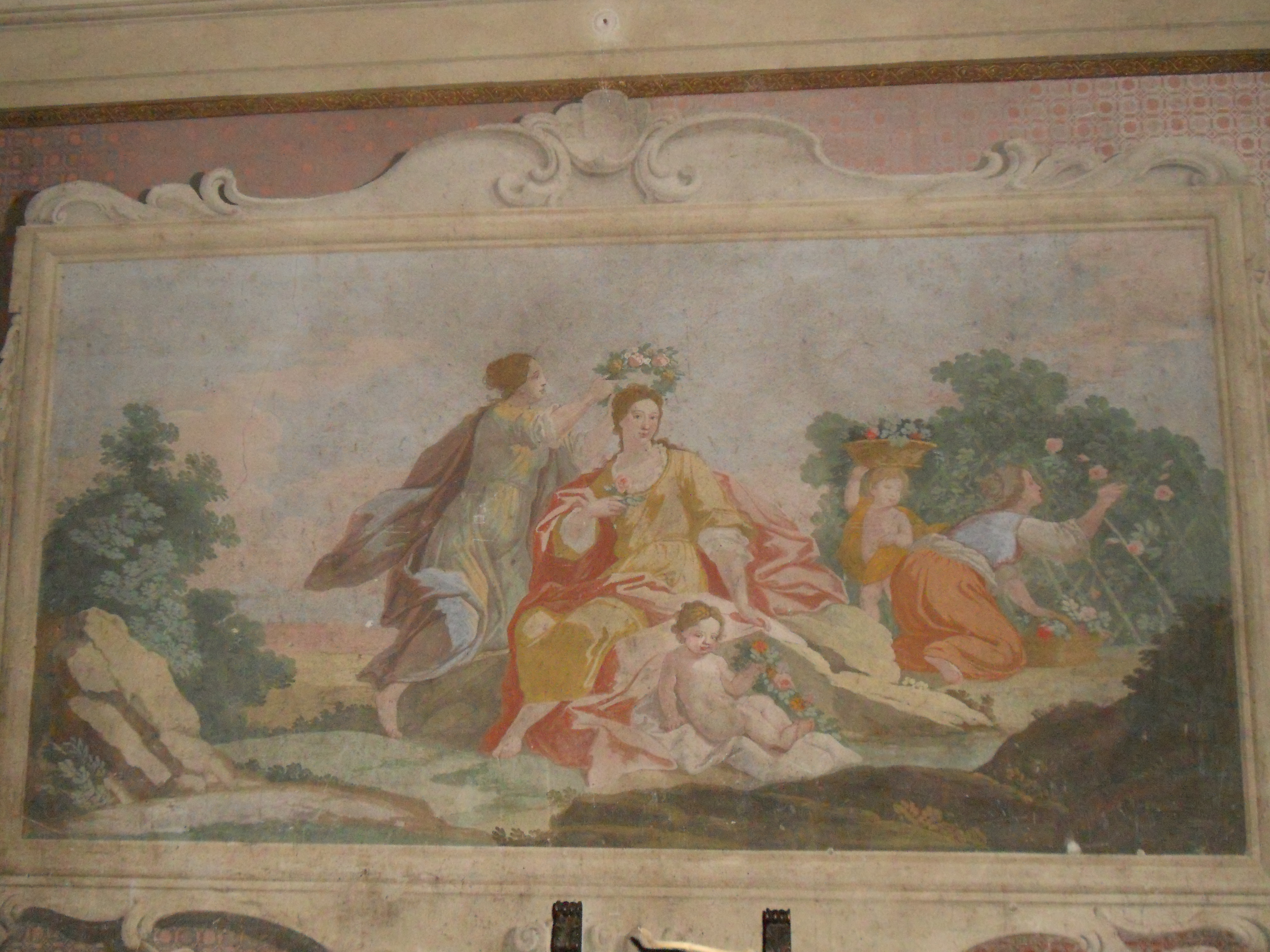
Primavera
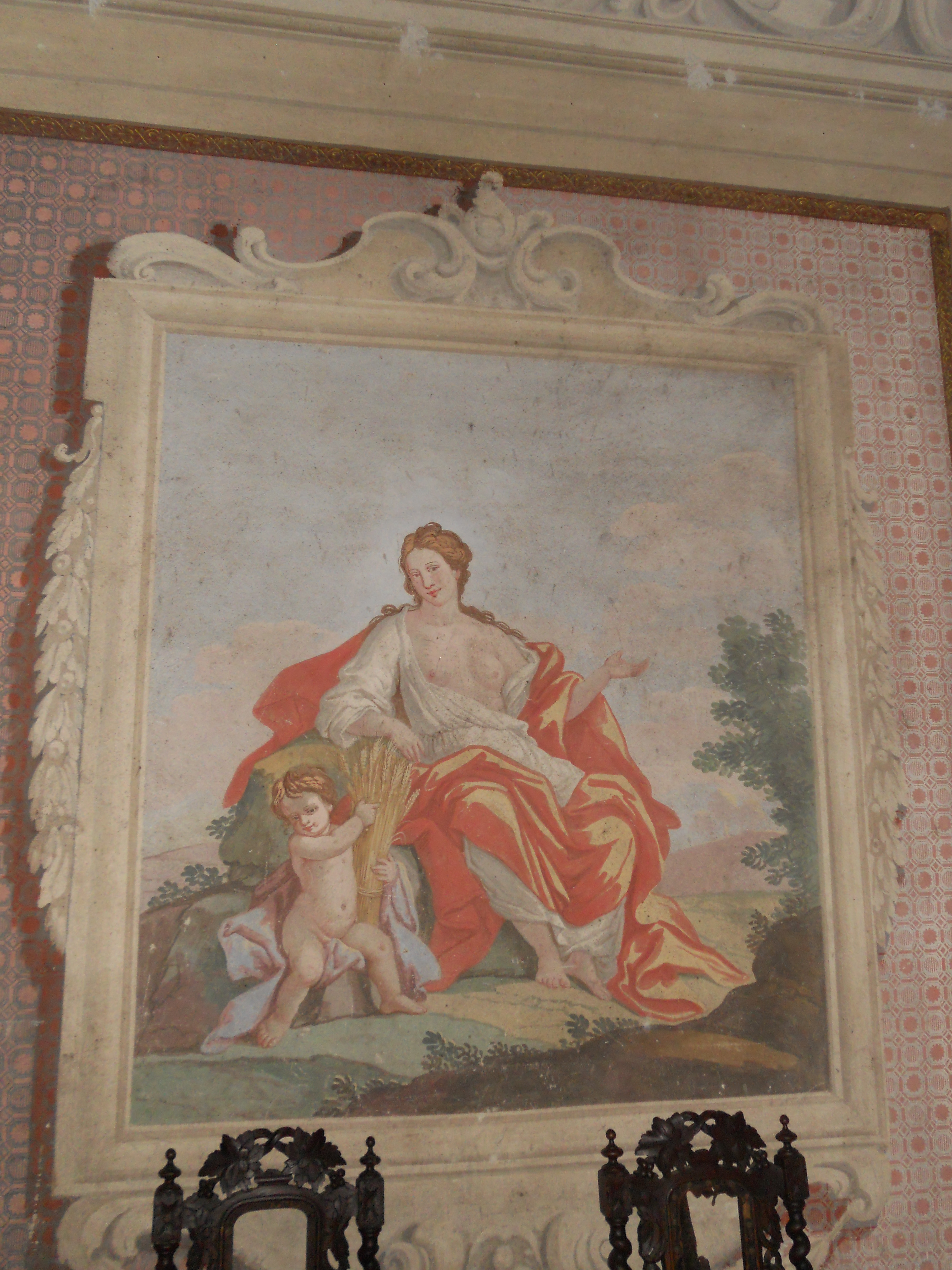
Estate
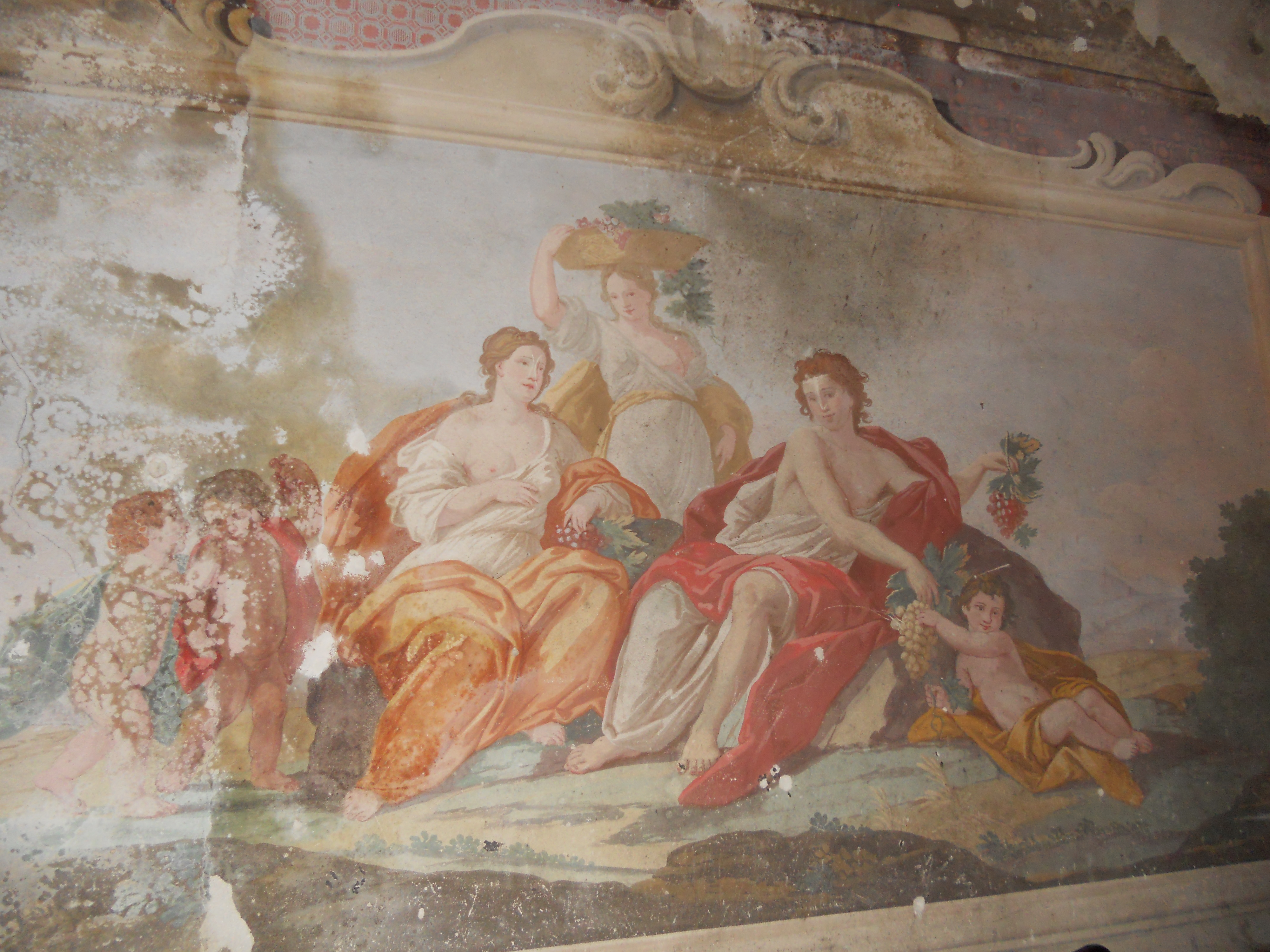
Autunno
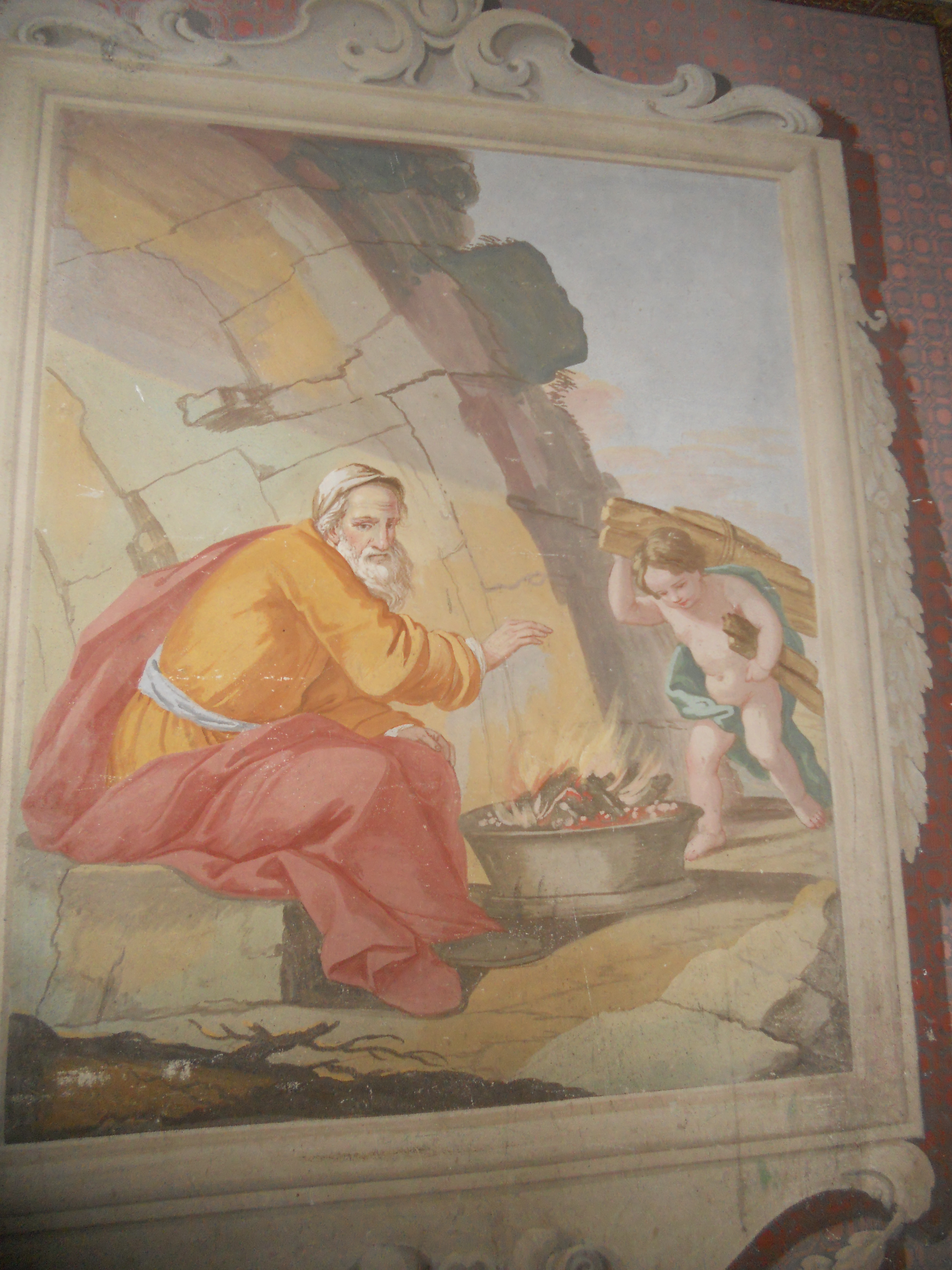
Inverno

#### Soffitte
Sempre tramite la grande scala in pietra serena si raggiunge la soffitta. Si tratta di un enorme complesso grande che comprende un grande spazio centrale con a lato tre piccole stanze. La grandissima stanza centrale è divisa da tre arcate e illuminata, ai lati nord e sud, da aperture con archi ribassati. Era usata per l'essiccazione di grani e frutta perché grazie ai numerosi spiragli di aria si prestava molto bene a questo tipo di funzione.

## Giardino

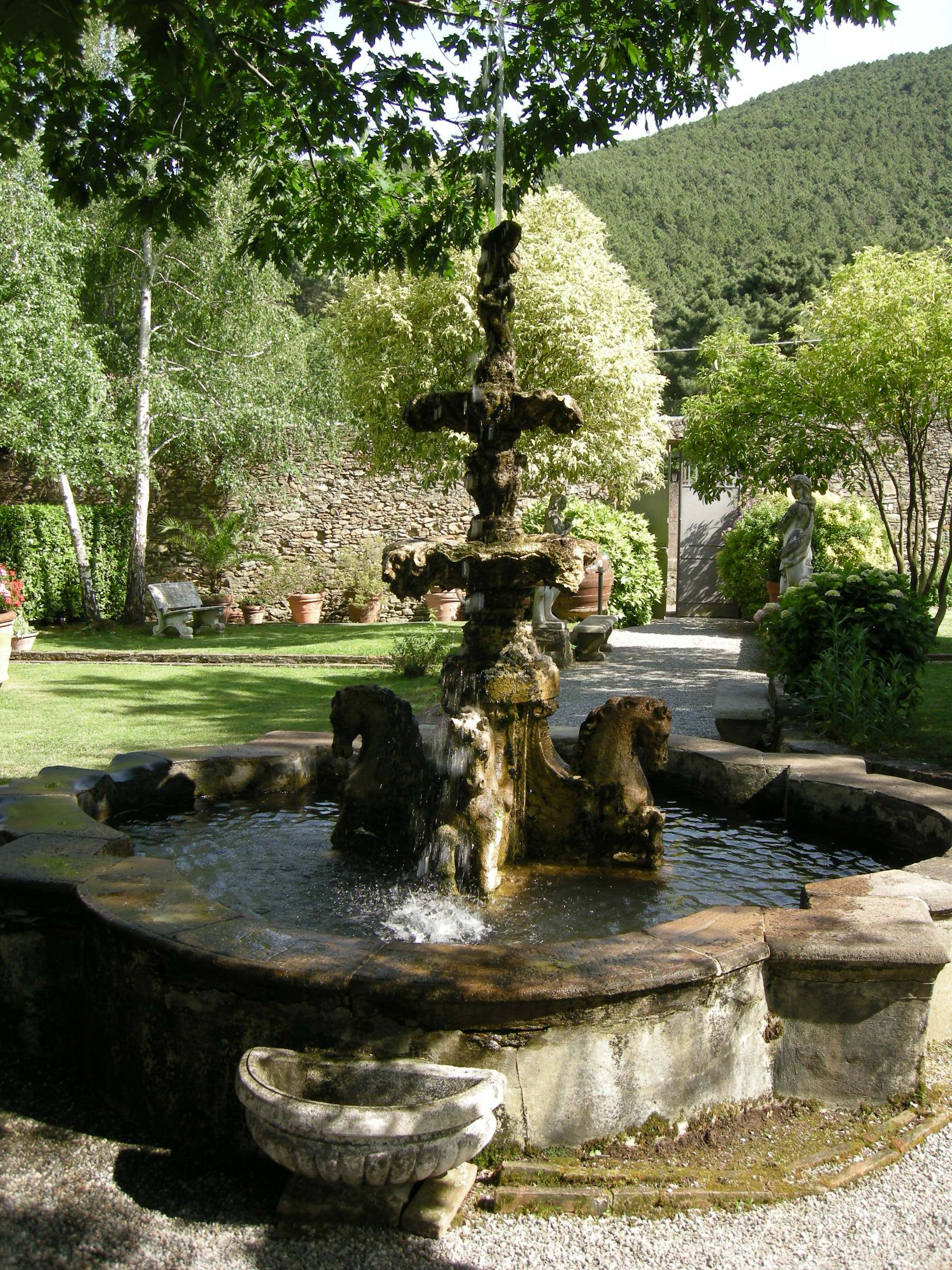
La fontana nel giardino

Il giardino è situato nella parte posteriore rispetto alla facciata principale della villa ed è circondato da mura di recinzione medievali. È un giardino tipicamente toscano, disegnato da viali e vialetti che conducono a luoghi di sosta con statue, fontane e piante secolari. La sua forma è modellata dalla natura collinare del posto, e si sviluppa nella sequenza di tre superfici terrazzate, divise in otto aiuole rettangolari percorse nel loro perimetro da canali d'acqua a cielo aperto per l'irrigazione. L'incontro di due percorsi ortogonali puntualizza un modulo simmetrico e ordinato, al cui centro è posta una fontana a vasca quadrilobata in pietra cinque-seicentesca. Al centro della vasca, in corrispondenza dei quattro punti della crociera dei percorsi, quattro busti di cavallo sorreggono la prima vasca ornata da quattro teste di leone; la seconda ancora più piccola è sorretta da quattro aquile, con struttura a candelabro sormontata da un putto dal quale fuoriesce l'acqua che si innalza per poi ricadere nella grande vasca.
Alle acque è assegnato un ruolo sia estetico che funzionale; organizzate da un'ordinata distribuzione costituiscono il tema distintivo, sebbene in versione semplificata, dell'architettura del giardino, regolandone l'ordine e la fisionomia. In asse a questa fontana è collegata, tramite un vialetto, la vasca circolare del primo ripiano terrazzato e, a lato, un lavatoio.
Il sistema dei terrazzamenti divide e ordina lo spazio in una sequenza di piani sui quali si collocano il giardino e le diverse specie di coltivazioni: l'orto e il sodo con i frutti che, nella parte inferiore, costituisce l'ingresso posteriore della villa nell'attuale assetto.
Nella parte verso la valle, il giardino si sviluppa in parti più libere come una sorta di boschetto.

## Scuderie
Le scuderie, unite alla vicina chiesa di San Rocco da una porta, sono costituite da un grande blocco a pianta quadrata con muri in pietra e una rampa che conduce al portone di ingresso che serviva a far entrare e uscire le carrozze. All'interno i grandi archi dividono più spazi.

## Curiosità
- Nel 2005 la villa ha fatto da set al film 'N (Io e Napoleone) di Paolo Virzì. In occasione delle riprese vennero restaurati alcuni dipinti nelle stanze.